# Levene församling
Levene församling var en församling i Skara-Barne kontrakt i Skara stift. Församlingen ligger i Vara kommun i Västra Götalands län och ingick i Vara pastorat. Församlingen uppgick 2018 i Varabygdens församling.

## Administrativ historik
Församlingen har medeltida ursprung. 
Församlingen var till 2002 moderförsamling i pastoratet Levene, Sparlösa och Long som från medeltiden även omfattade Slädene församling. Församlingen införlivade 2002 Sparlösa församling, Slädene församling och Longs församling och ingick därefter i Vara pastorat. Församlingen uppgick 2018 i Varabygdens församling.

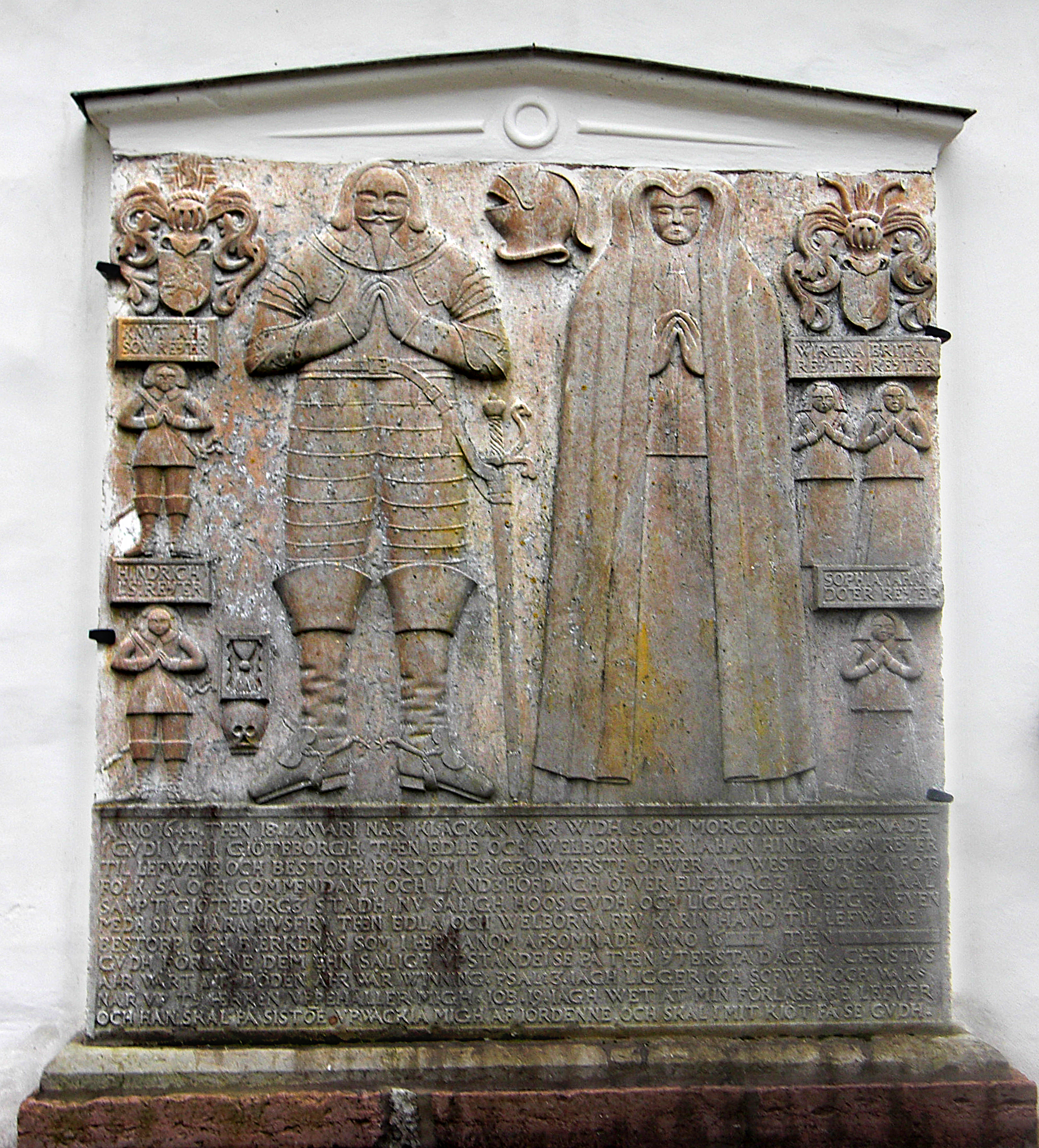
Gravhäll i Levene kyrka

Församlingskod var 147004.

## Kyrkor
- Levene kyrka
- Longs kyrka
- Slädene kyrka
- Sparlösa kyrka